# Mary-Kate és Ashley Olsen

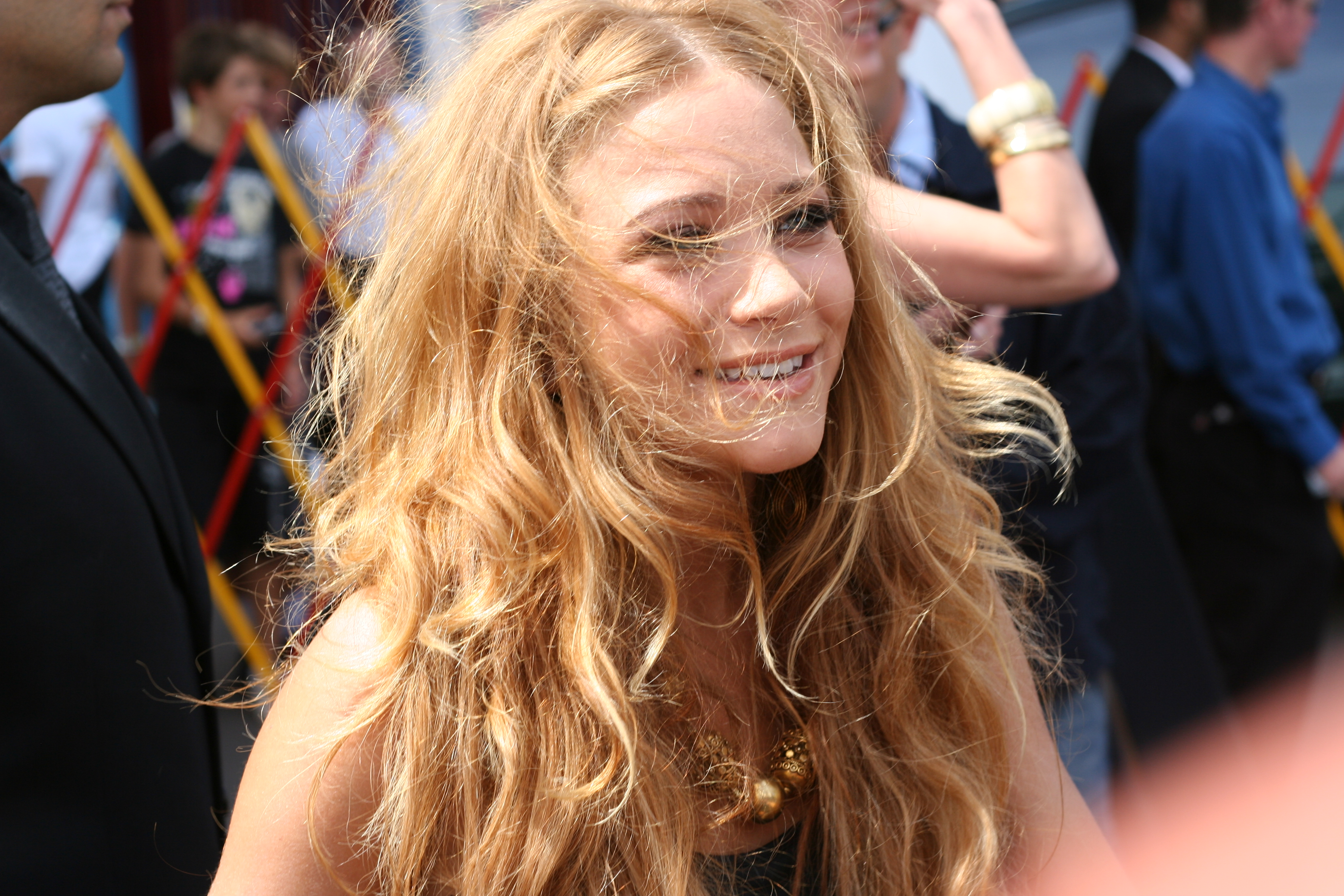
Mary-Kate Olsen

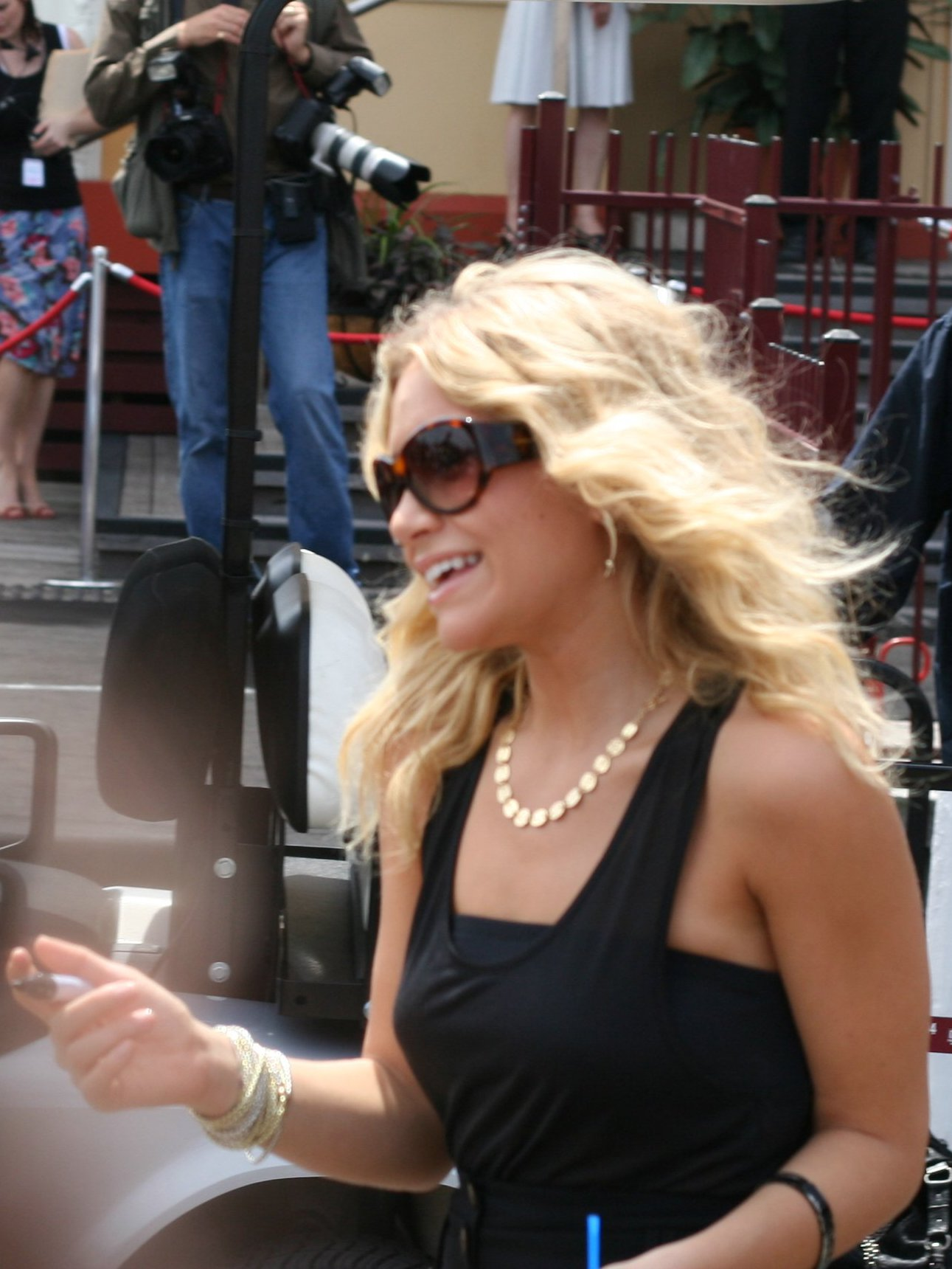
Ashley Olsen

Mary-Kate Olsen és Ashley Fuller Olsen (vagy ismertebb nevükön az Olsen ikrek) (Sherman Oaks, Los Angeles, Kalifornia, 1986. június 13. –) amerikai színésznők és divattervezők. 
Az ikrek első fontos szerepe Michelle Tanner volt a Bír-lakban. Hatéves koruktól kezdve kezdtek el szerepelni különböző tévéfilmekben és videóprojektekben, melyek sora folytatódott tinédzser korukig. A Dualstar nevű cégükön keresztül az Olsenek felkerülhettek a leggazdagabb fiatal nők listájára.

## Életük és karrierjük

### Gyermekkor és színészi karrier
Az ikrek Sherman Oaksban, Kaliforniában születtek angol-norvég illetőségű családban. Szüleik David "Dave" Olsen (sz. 1953) és Jarnette "Jarnie" Jones (sz. 1954). Annak ellenére, hogy nagyon hasonló a megjelenésük, valójában kétpetéjű ikrek. Van egy bátyjuk, Trent, egy húguk, a színésznő Elizabeth, valamint két féltestvérük, Courtney Taylor és Jake. Az ikrek szülei 1995-ben elváltak. Féltestvéreik apjuk második házasságából származnak. Az Olsen ikrek angol és norvég felmenőkkel is rendelkeznek.
1987-ben, 6 hónapos korukban nyerték el Michelle Tanner szerepét az ABC szitkomjában, a Bír-lakban. A forgatásokat kilenc hónapos korukban kezdték el. Annak érdekében, hogy megfeleljenek a gyermekmunka törvényeinek, amelyek korlátozzák, hogy mennyit dolgozhat egy gyerek; a nővérek felváltva játszották szerepüket. Az Olsenek továbbra is folytatták Michelle alakítását a sorozat végéig, 1995-ig.
1992-ben Mary-Kate és Ashley megosztva játszották el Michelle Tanner szerepét, amikor vendégszerepeltek a Bír-lak és a Hangin' with Mr. Cooper crossover epizódjában. Mialatt a Bír-lak főszereplői voltak, az Olsenek szerepeltek (különálló karakterekként) filmekben is a videóknak és a televíziónak. Az első ilyen film az Irány a nagyi! 1992-ben debütált és közreműködött benne több Bír-lak szereplő is cameo-ban. 1993-ban az Olsenek megalapították a Dualstar nevezetű céget, amely az ikrek következő filmjeit és videóit gyártotta, beleértve az abban az évben készült Két tojás száz bajt csinált és az 1994-es Vadnyugati galiba. 1994-ben debütált vadiúj musical rejtélyvideós sorozatuk, a The Adventures of Mary-Kate & Ashley, ami egészen 1997-ig tartott.
1995-ben a Bír-lak vége után az Olsenek megcsinálták első nagyfilmjüket, a Kettőn áll a vásárt. Mellettük szintén szerepelt Steve Guttenberg és Kirstie Alley. Ugyanebben az évben bemutatták a második videósorozatukat, a You're Invited to Mary-Kate & Ashley's...-t, melynek bejegyzései egészen 2000-ig folytatódtak.
A következő évben az Olsenek szerepeltek az All My Children egyik epizódjában. 1997-ben még egyszer szerepeltek vendégekként a Sister Sister egyik részében. 1998-ban a kamaszodó ikrek visszatértek a televíziós sorozatokhoz egy másik ABC-s szitkommal, a 2x2 néha sok(k)-kal. Mellettük a főszereplő Christopher Sieber mint egy egyedülálló apa. A sorozat csak egy évadig tartott, de ezután is több évig ismételték. 1998-ban láthattunk még a videósorozat, a Billboard Dad kiadását, főszerepben újra az Olsen ikrekkel. Az utolsó ilyen filmjük, A kihívás 2003-ban debütált.
2000-ben az Olsenek szerepeltek a Hetedik mennyország egyik részében mint két rossz csaj, Sue és Carol Murphy. A következő évben a nővérek két sorozatnak is a főszereplői lettek: Az ikrek Malibuból, egy élőszereplős szitkom a Fox Familyn (később ABC Family) és az Ikrek akcióban, egy animációs sorozat, melyet vasárnap reggelenként adtak az ABC-n. Mindkét sorozatot 1 évad után kaszálták, habár Mary-Kate kapott egy jelölést a Daytime Emmy Award-tól a szereplésért Az ikrek Malibuból-ban.
2004-ben Mary-Kate és Ashley A Simpson családban szinkronizálhattak mint Marge The Harpooned Heart című könyvének olvasói. Szintén 2004-ben az ikrek főszerepeltek második játékfilmjükben a New York-i bújócskában. Ez volt az utolsó film, amelyben együtt szerepeltek, valamint Ashley utolsó szerepe is. Mary-Kate egyedül folytatta a filmekben és a televízióban való szereplését.
Mary-Kate-nek és Ashley-nek volt egy fanklubja 2000-ig, a Mary-Kate & Ashley's Fun Club, ahol a rajongók fizethettek, hogy kapjanak Mary-Kate és Ashley mercheket és fotókat. Minden előfizetés tartalmazott egy kérdést a Mary-Kate és Ashley fanklub magazinjának, ami kizárólag csak a klubnak volt elérhető és a gyűjtő katalógus, ahonnan meg lehetett vásárolni pólókat, posztereket, baseballsapkákat, kulcstartókat, iskolai mappákat, levelezőlapokat és egyéb tárgyakat. Az előfizetők szintén kaptak meglepetés ajándékokat (általában kulcstartókat, könyv szemelvényeket vagy kérdéseket a fanmagazinnak), dalszöveges lapokat Mary-Kate és Ashley dalaihoz, egy iskola mappát, egy tagsági kártyát, egy teljes méretű posztert, két fekete és fehér fotót (egyet minden lánynak) és egy színes fotós autogramot. A klubot hirdették a Mary-Kate és Ashley filmek kezdetétől egészen 1998-ig.
Mary-Kate és Ashley népszerűek voltak a kamaszok körében az 1990-es évek alatt és a 2000-es évek elején. Nevüket és képmásukat nemcsak filmekhez és videókhoz, hanem ruhákhoz, cipőkhöz, pénztárcákhoz, sapkákhoz, könyvekhez, CD-khez, kazettákhoz, illatokhoz és sminkekhez, videó- és társasjátékokhoz, babákhoz, poszterekhez, naptárakhoz és még telefon és CD-lejátszókhoz is kiterjesztették. A Mattel 2000-től 2005-ig különböző Mary-Kate és Ashley divatbabás készletet állított elő különböző ruhákkal és kiegészítő csomagokkal.
A nővérek társelnökei lettek a Dualstar cégnek a 18. születésnapjukon, 2004-ben. A Dualstar cég már több mint 3000 üzletet eladott az Egyesült Államokban és több mint 5300 üzletet világszerte. Az Olsenek 2002 óta szerepelnek a Forbes "Celebrity 100" című listáján. A Forbes 2007-ben együttesen rangsorolta őket mint a tizenegyedik leggazdagabb nő a szórakoztatóiparban, a körülbelül 100 millió dollár nettó értékükkel.

## Közös vállalkozásaik
- Sweet Lady Jane cukrászda: Los Angeles belvárosában, a Melrose Avenue-n található a Sweet Lady Jane cukrászda, amely az édesszájú hírességek (például Jennifer Lopez) egyik kedvence. Az ikrek 2 millió dollárt fektettek az üzlet felvirágoztatásába, és állítólag ők maguk is jó pár süteményötlettel álltak az alapító, társtulajdonos, Jane Lockhart elé.
- A Badgley Mischa Divatház reklámarcai: „Imádok böngészni a kedvenc dizájnereim üzleteiben! Szeretem, ha együtt dolgozhatunk egy-egy ötleten, és szívesen járok használtáru-boltokba is!” – mondta egy interjúban Ashley.
- Webtanácsadó: Honlapjukon, a www.mary-kateandashley.com Archiválva 2008. szeptember 24-i dátummal a Wayback Machine-ben-on külön rovatot indítottak, amelyben egy kitűnő szakember, Jessica Weiner ad tanácsokat a problémás tiniknek. A szolgáltatást bárki ingyen igénybe veheti.
- Dualstar Entertainment Group: A cég televízióshow-kat készít és már a kezdetek óta óriási nyereséget termel. Sokan aggódtak, mert a közelmúltban megváltak régi ügyvezetőjüktől, de úgy tűnik, mindez nem lesz hatással a vállalkozás sikereire. Hamarosan újabb márkákkal jelentkeznek és tovább építik a mary.kateandashley brandet is. A Dualstar évi 150 milliós forgalmat bonyolít.

## Filmográfia
MEGJEGYZÉS: Ez a filmográfia az ikrek azon filmjeit és sorozatait tartalmazza, amelyekben együtt szerepeltek. 
| Év        | Magyar cím                      | Eredeti cím                               | Szerep                              | Szerep                              | Megjegyzések                              |
| Év        | Magyar cím                      | Eredeti cím                               | Mary-Kate                           | Ashley                              | Megjegyzések                              |
| --------- | ------------------------------- | ----------------------------------------- | ----------------------------------- | ----------------------------------- | ----------------------------------------- |
| 1987–1995 | Bír-lak                         | Full House                                | Michelle Tanner (megosztott szerep) | Michelle Tanner (megosztott szerep) | 191 rész                                  |
| 1992      |                                 | Hangin' with Mr. Cooper                   | Michelle Tanner (megosztott szerep) | Michelle Tanner (megosztott szerep) | 1 epizód                                  |
| 1992      | Irány a nagyi                   | To Grandmother's House We Go              | Sarah Thompson                      | Julie Thompson                      | tévéfilm                                  |
| 1993      |                                 | Our First Video                           | önmaga                              | önmaga                              | VHS kiadás                                |
| 1993      | Két tojás száz bajt csinál      | Double, Double, Toil and Trouble          | Kelly Farmer / Sophia néni fiatalon | Lynn Farmer / Agatha néni fiatalon  | tévéfilm                                  |
| 1994      | Vadnyugati galiba               | How the West Was Fun                      | Jessica Martin                      | Suzy Martin                         | tévéfilm Ketten nyeregben címen is ismert |
| 1994      | A kis gézengúzok                | The Little Rascals                        | ikerpár tagjai                      | ikerpár tagjai                      | cameoszerep                               |
| 1994–1997 |                                 | The Adventures of Mary-Kate & Ashley      | önmaga                              | önmaga                              | videósorozat (11 videó)                   |
| 1995      | Kettőn áll a vásár              | It Takes Two                              | Amanda Lemmon                       | Alyssa Callaway                     |                                           |
| 1995–2000 |                                 | You're Invited to Mary-Kate & Ashley's... | önmaga                              | önmaga                              | videósorozat (10 videó)                   |
| 1997      |                                 | Sister, Sister                            | önmaga                              | önmaga                              | 1 epizód                                  |
| 1997      |                                 | Our Music Video                           | önmaga                              | önmaga                              | VHS kiadás                                |
| 1998      | Anya kerestetik                 | Billboard Dad                             | Tess Tyler                          | Emily Tyler                         |                                           |
| 1998      |                                 | All My Children                           | önmaga                              | önmaga                              | 1 epizód                                  |
| 1998–1999 | 2×2 néha sok(k)                 | Two of a Kind                             | Mary-Kate Burke                     | Ashley Burke                        | 1 évad                                    |
| 1999      | Párosban Párizsban              | Passport to Paris                         | Melanie "Mel" Porter                | Allyson "Ally" Porter               |                                           |
| 1999      | Csapatcsere                     | Switching Goals                           | Sam Stanton                         | Emma Stanton                        | tévéfilm                                  |
| 2000      | Hetedik mennyország             | 7th Heaven                                | Carol Murphy                        | Sue Murphy                          | 1 epizód                                  |
| 2000      | Egy szót se!                    | Our Lips Are Sealed                       | Maddie Parker                       | Abby Parker                         | Ne szólj szánk! címen is ismert           |
| 2001      |                                 | Mary-Kate & Ashley's Fashion Forward      | önmaga                              | önmaga                              | VHS kiadás                                |
| 2001      | Ketten a slamasztikában         | Winning London                            | Chloe Lawrence                      | Riley Lawrence                      |                                           |
| 2001      | Karibi vakáció                  | Holiday in the Sun                        | Madison Stewart                     | Alex Stewart                        |                                           |
| 2001–2002 | Az ikrek Malibuból              | So Little Time                            | Riley Carlson                       | Chloe Carlson                       | 1 évad                                    |
| 2001–2002 | Ikrek akcióban                  | Mary-Kate and Ashley in Action!           | Misty (hangja)                      | Amber (hangja)                      | animációs sorozat (1 évad)                |
| 2002      | Ikertúra                        | Getting There                             | Kylie Hunter                        | Taylor Hunter                       |                                           |
| 2002      | Római ikervakáció               | When in Rome                              | Charli Hunter                       | Leila Hunter                        |                                           |
| 2003      | A kihívás                       | The Challenge                             | Shane Dalton                        | Elizabeth "Lizzie" Dalton           |                                           |
| 2003      | Charlie angyalai: Teljes gázzal | Charlie's Angels: Full Throttle           | jövőbeli angyal (megosztott szerep) | jövőbeli angyal (megosztott szerep) | stáblistán nem feltüntetett cameo         |
| 2004      | A Simpson család                | The Simpsons                              | önmaga (hangja)                     | önmaga (hangja)                     | 1 epizód                                  |
| 2004      | New York-i bújócska             | New York Minute                           | Roxanne "Roxy" Ryan                 | Jane Ryan                           | Bújj-Bújj szőke! címen is ismert          |
| 2004      | Saturday Night Live             | Saturday Night Live                       | önmaga (hangja)                     | önmaga (hangja)                     | vendég házigazdák (1 epizód)              |

## Díjak, jelölések
- 2005 – Arany Málna-jelölés – a legrosszabb színésznő (New York-i bújócska)
- 2005 – Arany Málna-jelölés – a legrosszabb páros (New York-i bújócska)